# Ragnar Svanström
Ragnar Svanström (1904–1988) fue un escritor, historiador y editor sueco. 
En 1926, Carl Gustaf Grimberg comenzó a escribir una Historia universal (Världshistoria), proyecto que, debido a su muerte en 1941, escribió solo hasta los tomos correspondientes al siglo XVIII. La obra fue finalizada por Svanström sobre la base de las notas dejadas por Grimberg.
Sucedió a Carl Ragnar Gierow como director literario de la editorial PA Norstedt & Söner, cargo que ejerció entre 1937 y 1969.

## Libros
- Kring kejsaren; tyska porträtt, 1890-1914 (1932)
- A short history of Sweden (1934)
- Stig Dagerman några minnesbilder (1954)
- Kejsaren: en bok om Wilhelm II (1978)
- Kejsarens arvtagare : en bok om Weimarrepublikens Tyskland, 1919-1933 (1982)